# Willie "The Lion" Smith
Willie "The Lion" Smith (echte naam William Henry Joseph Bonaparte Bertholoff Smith) (23 november 1893 - 18 april 1973) was een Amerikaans jazzpianist en componist. Hij wordt gezien als een van de "meesters" van de stride. Stride is een pianostijl, die is ontwikkeld vanuit de ragtime met improvisatie en een snel tempo.

## Biografie
Bertholeff werd geboren in Goshen (New York) in een gezin van elf kinderen en kreeg op 3-jarige leeftijd de naam Smith van zijn stiefvader. Een aantal van hen stierven al zeer jong. Omdat zijn vader joods was diende hij korte tijd als Chazan in een synagoge in Harlem.
Smith's muziekcarrière begon in de kelder van zijn ouderlijk huis waar hij een oud en zwaar beschadigd theaterorgel bespeelde. In 1914 ging hij optreden in Atlantic City, Newark en New York. Al snel diende de Eerste Wereldoorlog zich aan en moest hij zijn muziekcarrière onderbreken om als artillerist in Frankrijk te dienen. Wel speelde hij in een soldatenband.
In 1920 stichtte hij in Harlem zijn eerste muziekgroep. Omstreeks 1930 had hij daar ook een verbintenis in de nachtclub Pod's and Jerry's. Tijdens de jaren 1930 trad hij meestal op met zijn verschillende bands en tijdens de jaren 1940 vervolgde hij zijn zelfstandige activiteiten. In 1949 en 1950 maakte hij een tournee door Noord-Amerika en Europa. In 1958 en 1965 trad hij op tijdens het Newport Jazz Festival en in 1968 speelde hij tijdens het Berkley Jazz Festival. Hij trad op met Mezz Mezzrow, Sidney Bechet en Big Joe Turner en was samen met James P. Johnson de mentor van Fats Waller. In 1964 publiceerde hij zijn (samen met George Hoefer) geschreven Music On My Mind: The Memoirs of An American Pianist, waarbij Duke Ellington een uitgebreid voorwoord bijvoegde. In 1971 was hij voor de laatste keer op tournee in Noord-Amerika en Europa.
Over de herkomst van zijn bijnaam The Lion bestaan verschillende verhalen. Mogelijk kreeg hij deze door zijn optreden op het slagveld van de Eerste Wereldoorlog. Ook kan het slaan op zijn Joodse achtergrond en de kinderwens om rabbijn te worden. In dat geval is het een verwijzing naar de Leeuw van Juda.